# Église San Matteo Apostolo
L'église San Matteo Apostolo ou San Maffio (église Saint-Matthieu-Apôtre) fut une église catholique de Venise, en Italie.

## Localisation
L'église San Matteo fut située sur l'île de Murano.

## Historique
Cette église et monastère bénédictin figurent déjà dans des documents de 1200, mais l'église préexistait. Elle eut une seule nef, avec de nombreuses fresques. La chapelle majeure fut orientée, de grandes fenêtres et deux chœurs, un pour le sacerdoce et un pour les moines. Une rénovation fut effectuée en 1690, probablement au niveau du pavement.